# Stadelmann
Stadelmann ist ein deutscher Familienname.

## Herkunft und Bedeutung
Stadelmann ist ein Wohnstättenname für Personen, die an einem Stadel wohnen.

## Varianten
- Stadel, Stadlmann

## Namensträger
- Alfons Stadelmann (1921–1996), österreichischer Politiker
- Aljoscha Stadelmann (* 1974), deutscher Schauspieler
- Anton Stadelmann (* 1939), Schweizer Politiker, Regierungsrat Uri
- Carl Stadelmann (1782–1844), Sekretär und Kopist Goethes, siehe Goethes Diener#Carl Stadelmann (1814–1815, 1817–1824)
- Christian Stadelmann (1959–2019), deutscher Violinist und Mitglied der Berliner Philharmoniker
- Eduard Stadelmann (1920–2006), österreichischer Botaniker
- Edwin Stadelmann (1932–1991), österreichischer Salvatorianer und Militärseelsorger
- Ernst Philipp Stadelmann (1894–1972), deutscher Maler
- Eugen Stadelmann (1919–1998), österreichischer Lehrer, Schuldirektor und Heimatdichter
- Franz Stadelmann (Musiker) (* 1942), Schweizer Jodler, Komponist und Kapellmeister
- Franz Stadelmann (Autor) (* 1954), Schweizer Ethnologe und Publizist
- Fridolin Stadelmann (1877–1948), österreichischer Politiker (CSP/ÖVP)
- H. August Stadelmann (1847–nach 1894), deutscher Buchbinder, Schriftsteller und Fotograf
- Hans Stadelmann (Politiker) (1918–2011), Schweizer Politiker (CVP)
- Hans Stadelmann (Rennfahrer) (1941–1977), Schweizer Motorradrennfahrer
- Heinrich Stadelmann (1865–1948), deutscher Psychiater und Schriftsteller
- Helge Stadelmann (* 1952), deutscher evangelikaler Theologe
- Ingeborg Stadelmann (* 1956), deutsche Hebamme, Autorin, Verlegerin und Referentin
- Ingmar Stadelmann (* 1980), deutscher Radiomoderator, Sprecher und Comedian
- Isabel Grimm-Stadelmann (* 1969), deutsche Kunst- und Kulturhistorikerin (Ägyptologie, byzantinische Medizin)
- Isabelle Stadelmann-Steffen (* 1979), Schweizer Politologin
- Jakob Immanuel Heinrich Stadelmann (1830–1875), deutscher Philologe, Übersetzer und Lehrer, Vater von Heinrich Stadelmann
- Jenjira Stadelmann (* 1999), schweizerisch-thailändische Badmintonspielerin
- Joe Stadelmann (1940–2003), Schweizer Schauspieler und Fernsehregisseur
- Josef Stadelmann (1885–1969), Schweizer Bankdirektor
- Jürgen Stadelmann (* 1959), deutscher Politiker (CDU)
- Karin Stadelmann (* 1985), Schweizer Politikerin (Die Mitte) und Wissenschaftlerin
- Leopold Stadelmann (1901–1981), österreichischer Orgelbauer
- Li Stadelmann (1900–1993), deutsche Pianistin, Cembalistin und Musikpädagogin
- Matthias Stadelmann (* 1967), deutscher Osteuropahistoriker
- Nadine Stadelmann (* 1997), Schweizer Unihockeyspielerin
- Otto Stadelmann (1874–1952), deutscher Jurist
- Rafael Stadelmann (* 1984), Schweizer Radballer
- Rainer Stadelmann (1933–2019), deutscher Ägyptologe
- René Stadelmann (* 1974), Schweizer Radrennfahrer
- Reto Stadelmann (* 1977), Schweizer Komponist und Dirigent
- Robert Stadelmann (* 1972), österreichischer Nordischer Kombinierer
- Rudolf Stadelmann (Agrarwissenschaftler) (1813–1891), deutscher Agrarwissenschaftler
- Rudolf Stadelmann (Historiker) (1902–1949), deutscher Historiker
- Sabrina Stadelmann (* 1991), Schweizer Duathletin und Triathletin
- Thilo Stadelmann (* 1980), deutscher Informatiker und Hochschullehrer
- Thomas Stadelmann (* 1958), Schweizer Rechtsanwalt und Bundesrichter